# Santarém (Pará)
Santarém Brazília északi részén az Amazonas-medencében Pará állam egyik városa, a Tapajós és az Amazonas folyók találkozásánál. Pénzügyi, kereskedelmi és kulturális központ.
Közel 300 ezer fő lakosával (2010-es évek) Pará állam harmadik legnépesebb városa, de a második legnagyobb agglomerációja.

## Általános jellemzők

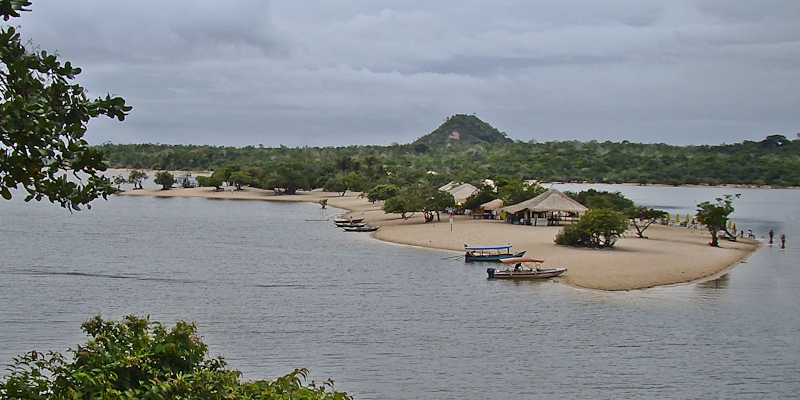
Az Alter do Chão nevű strand a világ legszebb édesvízi strandja a Guardian újság 2009-es cikke szerint

Már korábban volt itt indián település, de a mai város elődjét a portugál gyarmatosítók alapították 1661-ben, Új Santarém néven (a portugáliai város után). Ez a település a brazil Amazónia egyik legrégebbi városa, továbbá itt van a római katolikus egyházmegye székhelye. 
Itt rendezik a térség egyik legnagyobb folklór rendezvényét, a Çairé-t amely nemzetközileg is vonzza a turistákat. Mivel a Tapajós vize kristálytiszta, a folyó nagyon széles és igen hosszú strandokkal rendelkezik, a folyópart a tengerparti strandokhoz is hasonlít.

## Éghajlata
Éghajlata trópusi monszun; az Egyenlítőhöz való közelsége miatt nincs kitéve jelentős hőmérséklet-változásoknak. 
| Hónap                       | Jan. | Feb. | Már. | Ápr. | Máj. | Jún. | Júl. | Aug. | Szep. | Okt. | Nov. | Dec. | Év   |
| --------------------------- | ---- | ---- | ---- | ---- | ---- | ---- | ---- | ---- | ----- | ---- | ---- | ---- | ---- |
| Átl. csapadékmennyiség (mm) | 218  | 301  | 394  | 371  | 304  | 134  | 90   | 50   | 31    | 40   | 74   | 140  | 2147 |
| Forrás: World Climate Guide |      |      |      |      |      |      |      |      |       |      |      |      |      |

## Népesség
A város népességének változása:
| Lakosok száma | 262 538 | 294 580 | 292 520 | 306 480 | 308 339 | 331 942 |
|               | 2000    | 2010    | 2015    | 2020    | 2021    | 2022    |

## Fordítás
- Ez a szócikk részben vagy egészben  a   Santarém, Pará című angol Wikipédia-szócikk fordításán alapul.  Az eredeti cikk szerkesztőit annak laptörténete sorolja fel. Ez a jelzés csupán a megfogalmazás eredetét és a szerzői jogokat jelzi, nem szolgál a cikkben szereplő információk forrásmegjelöléseként.